# Gåsborns socken
Gåsborns socken i Värmland ingick i Färnebo härad, ingår sedan 1971 i Filipstads kommun och motsvarar från 2016 Gåsborns distrikt.
Socknens areal är 237,04 kvadratkilometer varav 221,32 land. År 2000 fanns här 255 invånare. Kyrkbyn Gåsborn med sockenkyrkan Gåsborns kyrka ligger i socknen.   

## Administrativ historik
Socknen bildades 1693 genom en utbrytning ur Färnebo socken. 1777 utbröts Rämmens socken. 1940 överflyttades mindre områden mellan Gåsborn socken och Hällefors socken i Örebro län.
Vid kommunreformen 1862 övergick socknens ansvar för de kyrkliga frågorna till Gåsborns församling och för de borgerliga frågorna bildades Gåsborns landskommun. Landskommunen uppgick 1952 i Värmlandsbergs landskommun som 1971 uppgick i Filipstads kommun. Församlingen uppgick 2010 i Filipstads församling.
1 januari 2016 inrättades distriktet Gåsborn, med samma omfattning som församlingen hade 1999/2000.
Socknen har tillhört län, fögderier, tingslag och domsagor enligt vad som beskrivs i artikeln Färnebo härad.

## Geografi
Gåsborns socken ligger norr om Filipstad kring Svartälven och dess tillflöden. Socknen är en kuperad skogsbygd med höjder som i Dalkarlsberget i väster når 450 meter över havet.

## Fornlämningar
Boplatser från stenåldern har påträffats.

## Namnet
Sockennamnet skrevs 1570 Gåsebårenn och avsåg då ett torp som namngav en hytta som socknen fått sitt namn av. Förleden är gås, 'vildgäss' och efterleden  innehåller bor, 'passage mellan eller utmed vatten'.

## Befolkningsutveckling
| Befolkningsutvecklingen i Gåsborns socken 1780–1990                                                      | Befolkningsutvecklingen i Gåsborns socken 1780–1990 | Befolkningsutvecklingen i Gåsborns socken 1780–1990 | Befolkningsutvecklingen i Gåsborns socken 1780–1990 | Befolkningsutvecklingen i Gåsborns socken 1780–1990 |
| --- | --------------------------------------------------- | --------------------------------------------------- | --------------------------------------------------- | --------------------------------------------------- |
| |                                                     |                                                     |                                                     |                                                     |
| År |                                                     |                                                     | Folkmängd                                           |                                                     |
| 1780 | 1780                                                |                                                     | 1 652                                               |                                                     |
| 1790 | 1790                                                |                                                     | 983                                                 |                                                     |
| 1800 | 1800                                                |                                                     | 1 217                                               |                                                     |
| 1810 | 1810                                                |                                                     | 980                                                 |                                                     |
| 1820 | 1820                                                |                                                     | 1 078                                               |                                                     |
| 1830 | 1830                                                |                                                     | 1 279                                               |                                                     |
| 1840 | 1840                                                |                                                     | 1 369                                               |                                                     |
| 1850 | 1850                                                |                                                     | 1 467                                               |                                                     |
| 1860 | 1860                                                |                                                     | 1 551                                               |                                                     |
| 1870 | 1870                                                |                                                     | 1 721                                               |                                                     |
| 1880 | 1880                                                |                                                     | 1 987                                               |                                                     |
| 1890 | 1890                                                |                                                     | 2 059                                               |                                                     |
| 1900 | 1900                                                |                                                     | 1 660                                               |                                                     |
| 1910 | 1910                                                |                                                     | 1 485                                               |                                                     |
| 1920 | 1920                                                |                                                     | 1 266                                               |                                                     |
| 1930 | 1930                                                |                                                     | 1 109                                               |                                                     |
| 1940 | 1940                                                |                                                     | 821                                                 |                                                     |
| 1950 | 1950                                                |                                                     | 618                                                 |                                                     |
| 1960 | 1960                                                |                                                     | 550                                                 |                                                     |
| 1970 | 1970                                                |                                                     | 390                                                 |                                                     |
| 1980 | 1980                                                |                                                     | 278                                                 |                                                     |
| 1990 | 1990                                                |                                                     | 288                                                 |                                                     |
| Anm: Källor: Umeå universitet - Tabellverket 1749-1859, Demografiska databasen, CEDAR, Umeå universitet. |                                                     |                                                     |                                                     |                                                     |